# Armée du Midi
Pour les articles homonymes, voir Midi.

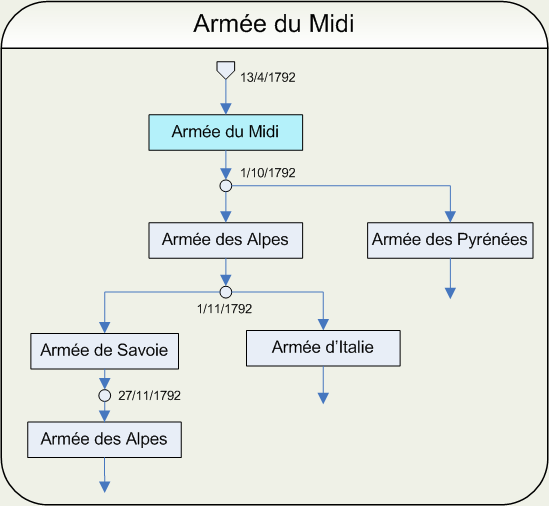
Évolution de l'armée du Midi

L’armée du Midi est une des armées de la Révolution, constituée par ordre du roi du 13 avril 1792.

## Création et évolution en 1792
Depuis quelques mois déjà, les lettres et les rapports des autorités de la frontière des Alpes témoignaient de l'émotion des populations de la Provence et du Dauphiné. La parenté du roi de Sardaigne, Victor-Amédée III, avec le roi de France, Louis XVI, son attitude équivoque à l'égard des émigrés, l'acquiescement, tacite tout au moins, donné par lui au projet d'intervention de l'Empereur d'Autriche, François Ier, en 1791, enfin le rappel des deux ambassadeurs au commencement de 1792 semblaient justifier les bruits mis en circulation sur les armements du gouvernement piémontais.
Aussi l'armée du Midi est créée par décret du 13 avril 1792 et placée sous les ordres du lieutenant général de Montesquiou-Fézensac.
D'après les instructions du ministre de la guerre, le général de Montesquiou avait sous ses ordres directs les troupes stationnées sur le
territoire des 7e (Grenoble), 8e (Marseille), 9e (Montpellier) et 19e (Lyon) divisions militaires. Elles comprenaient 39 bataillons d'infanterie de ligne et 2 d'artillerie, 23 bataillons de volontaires et 13 escadrons, soit
en tout 25 000 hommes de troupes actives, sans compter 18 bataillons de ligne, 11 de volontaires et 3 escadrons pour la garde des places. Ces forces devaient être réparties en trois camps : l'un de 6 000 hommes sous le fort Barraux, pour garder l'entrée de la vallée du Grésivaudan, tout en menaçant Chambéry; un autre, de même importance, sur le Var, pour couvrir la Provence; le dernier en avant de Lyon, vis-à-vis des débouchés du Rhône et du Guiers.
Mais, les renseignements du ministère étaient inexacts. Au lieu de 34 bataillons de volontaires, il n'y en avait que 27, dont quelques-uns même achevaient à peine leur formation. Quant aux bataillons de ligne, ils étaient assez médiocres comme esprit et comme effectif. 15 manquaient, deux de ceux qui restaient étaient appelés à disparaître presque immédiatement et la plupart des autres allaient être employés
à réprimer les désordres graves qui, des Cévennes s'étaient étendus à la Provence.
Cette armée exista moins de 5 mois sous cette dénomination, puis elle se divisa, donnant en 1792 naissance à trois armées : l'armée des Alpes, l'armée d'Italie et l'armée des Pyrénées.
- Elle est séparée en armée des Alpes et armée des Pyrénées par décret de la Convention en date du 1er octobre 1792.
- L'armée des Alpes est séparée en armée de Savoie et armée d'Italie par arrêté du Conseil exécutif du 1er novembre.
- L'armée de Savoie reprend la dénomination d'armée des Alpes par suite des décrets des 27 et 29 novembre 1792, portant réunion de la Savoie à la République française sous le nom de département du Mont-Blanc.

Elle était formée de différents éléments provenant des gardes nationales d'Arles, Marseille, Beaucaire et Montpellier pour assurer l'ordre dans ces villes, mais particulièrement à Arles. Cette armée fut placée et organisée sous le commandement du marquis de Montesquiou-Fézensac, et fut disséminée en de petites unités de Lyon à Marseille. Elle comportait quelques éléments en Isère, le Gard, les Bouches-du-Rhône ainsi que le Var.
Le général d'Anselme, chargé de commander un corps réuni sur le Var, cherchant à se rendre indépendant du général de Montesquiou, auquel il était subordonné, donna à ses troupes, dès le 29 septembre 1792, le nom d'armée du Var ; mais à tort. Elles n'étaient réellement que la droite de l'armée du Midi, et ne devinrent l'armée d'Italie que le 7 novembre 1792 par arrêté du Conseil exécutif en date du 1er.
Une autre armée porte ce nom, lors de la guerre d'Espagne : formée en 1810, elle est placée sous le commandement de Soult jusqu'en 1812, puis sous le commandement intérimaire de Gazan de 1812 à 1813. Elle est alors également appelée armée d'Andalousie. En 1813, après la défaite de Vitoria, elle repasse en France par le col de Roncevaux et est réorganisée par Soult et devient l’armée des Pyrénées.
Elle édita son bulletin du 27 septembre au 2 octobre 1792.

## Généraux pendant l'année 1792

### Armée du Midi
- du 13 avril au 7 octobre 1792 : général de Montesquiou-Fézensac

#### Composition de l'armée du Midi le27 mai 1792
Composition de l'armée du Midi le 27 mai 1792
| Camp du Var - 11e régiment d'infanterie de ligne - 28e régiment d'infanterie de ligne - 91e régiment d'infanterie de ligne - 1er bataillon de volontaires des Bouches-du-Rhône - 1er bataillon de volontaires du Var - 2e bataillon de volontaires du Var - 3e bataillon de volontaires du Var - 4e bataillon de volontaires de la Drôme - 1er bataillon de volontaires des Basses-Alpes - 4e régiment d'artillerie (3 escadrons) - 18e régiment de dragons (3 escadrons) | Camp de Barraux - 23e régiment d'infanterie de ligne - 40e régiment d'infanterie de ligne - 75e régiment d'infanterie de ligne - 101e régiment d'infanterie de ligne - 2e bataillon d'infanterie légère - 11e bataillon d'infanterie légère - 1er bataillon de volontaires de l'Isère - 3e bataillon de volontaires de l'Isère - 5e bataillon de volontaires de l'Isère - 1er bataillon de volontaires du Gard - 2e bataillon de volontaires des Basses-Alpes - 4e régiment de hussards (2 escadrons) | Camp de Lyon - 10e régiment d'infanterie de ligne - 35e régiment d'infanterie de ligne - 59e régiment d'infanterie de ligne - 67e régiment d'infanterie de ligne - 78e régiment d'infanterie de ligne - 79e régiment d'infanterie de ligne - 93e régiment d'infanterie de ligne - 3e bataillon d'infanterie légère - 4e bataillon d'infanterie légère - 8e bataillon d'infanterie légère - 1er bataillon de volontaires de la Drôme - 2e bataillon de volontaires de la Drôme - 3e bataillon de volontaires de la Drôme - 1er bataillon de volontaires des Hautes-Alpes - 8e régiment de dragons - 9e régiment de dragons |

#### Composition de l'armée du Midi le1erseptembre 1792
Composition de l'armée du Midi le 1er septembre 1792
| Corps de Savoie - 1er bataillon de Grenadiers - 2e bataillon de Grenadiers - 3e bataillon de Grenadiers - 4e bataillon de Grenadiers - 1er bataillon du 10e régiment d'infanterie de ligne - 1er bataillon du 23e régiment d'infanterie de ligne - 1er bataillon du 35e régiment d'infanterie de ligne - 1er bataillon du 40e régiment d'infanterie de ligne - 1er bataillon du 59e régiment d'infanterie de ligne - 1er bataillon du 61e régiment d'infanterie de ligne - 1er bataillon du 75e régiment d'infanterie de ligne - 1er bataillon du 79e régiment d'infanterie de ligne - 2e bataillon d'infanterie légère - 4e bataillon d'infanterie légère - 8e bataillon d'infanterie légère - 4e régiment de chasseurs - Légion des Allobroges - 1er bataillon de volontaires de l'Aude - 1er bataillon de volontaires de la Drôme - 1er bataillon de volontaires du Gard - 3e bataillon de volontaires de la Gironde - 4e bataillon de volontaires de la Gironde - 1er bataillon de volontaires de l'Isère - 3e bataillon de volontaires de l'Isère - 4e bataillon de volontaires de l'Isère - 1er bataillon de volontaires de la Haute-Loire - 22e régiment de cavalerie - 8e régiment de dragons - 9e régiment de dragons | Corps des Alpes - 2e bataillon du 35e régiment d'infanterie de ligne - 2e bataillon du 40e régiment d'infanterie de ligne - 2e bataillon du 50e régiment d'infanterie de ligne - 2e bataillon du 75e régiment d'infanterie de ligne - 1er bataillon de volontaires de l'Ardèche - 2e bataillon de volontaires de l'Ardèche - 2e bataillon de volontaires de l'Aude - 6e bataillon de volontaires de l'Isère |

#### Composition de l'armée du Midi le1eroctobre 1792
Composition de l'armée du Midi, corps d'armée de Nice le 1er octobre 1792
| - Division du maréchal de camp Brunet - 1er bataillon du 28e régiment d'infanterie de ligne - 1er bataillon de volontaires de l'Hérault - 1er bataillon de volontaires de la Haute-Garonne - 1er bataillon du 51e régiment d'infanterie de ligne - 1er bataillon de grenadiers - 2e bataillon de grenadiers - 3e bataillon d'infanterie légère - 1er bataillon du 50e régiment d'infanterie de ligne - 2 escadrons du 18e régiment de dragons | - Division du maréchal de camp Barral de Rochechinard - 1er bataillon du 11e régiment d'infanterie de ligne - 4e bataillon de volontaires de Rhône-et-Loire - 2e bataillon de volontaires du Var - 1er bataillon du 91e régiment d'infanterie de ligne - 2e bataillon de volontaires des Bouches-du-Rhône - 1er bataillon de volontaires du Var - 3e bataillon de volontaires du Var - 4e bataillon de volontaires de la Drôme |

### Armée des Alpes
- du 8 octobre au 6 novembre 1792 : général de Montesquiou-Fézensac

### Armée de Savoie
- du 7 au 13 novembre 1792 : général de Montesquiou-Fézensac
- du 13 novembre au 4 décembre, par intérim : général d'Ornac

### Armée des Alpes
- du 5 au 24 décembre 1792, par intérim : général d'Ornac
- du 25 décembre 1792 au 5 mai 1793 : général Kellermann

## Sources
- Chef d'escadron d'état-major Charles Clerget, Tableaux des armées françaises pendant les guerres de la Révolution, sous la direction de la section historique de l'état-major de l'armée, librairie militaire R. Chapelot, Paris, 1905.
- Jean Tulard, Jean-François Fayard et Alfred Fierro, Histoire et dictionnaire de la Révolution française. 1789–1799, Paris, éd. Robert Laffont, coll. « Bouquins », 1987, 1998 [détail des éditions] (ISBN 978-2-221-08850-0)